# Palazzo Balsorano
Palazzo Balsorano è uno dei palazzi di interesse storico ed artistico di Napoli; è sito in via Francesco Crispi, all'angolo con piazza Amedeo, nel quartiere Chiaia. Il palazzo deve la sua denominazione attuale ai suoi antichi proprietari, i Lefevbre, famiglia di origine francese giunta nel regno di Napoli con Carlo Lefevbre de Clunières, imprenditore, nobilitato da Ferdinando II delle Due Sicilie con il titolo di conte di Balsorano.
L'edificio monumentale è uno dei più antichi della zona, infatti, le sue origini sono riconducibili al XVI secolo. La struttura, oggi un condominio di lusso, ai primordi era una villa circondata dalla vegetazione mediterranea, posta in una zona decisamente felice. Qui soggiornò il celebre poeta Torquato Tasso, autore della Gerusalemme liberata, come è testimoniato anche dalla lapide presente su una parete dell'esterno, ospite del caro amico  e mecenate Giambattista Manso, marchese di Villalago.
Il proprietario Manso, scrittore e poeta, compose vari testi, tra cui il Compendio della vita del Tasso (Napoli, 1619); fu inoltre molto attivo nella società napoletana del tempo, dando vita, tra le altre iniziative, ad un Monte, ubicato in via Silo e noto come Monte Manso, a beneficio dei nobili poveri della città (XVII secolo).
Ricordiamo che il fabbricato era vicino anche ad un'altra struttura prettamente legata alla poesia cinquecentesca: difatti è doveroso menzionare pure Laura Terracina, autrice di molte rime di successo, che proprio in questo luogo trovava ispirazione e, come ella stessa scrisse, si considerò molto onorata di aver avuto i natali "ne la più dolce et vaga città del mondo".
Il palazzo, tipicamente rinascimentale, comprende giardini e terrazze che lo caratterizzano.
Nei secoli successivi, la struttura ha ospitato l'istituto del Sacro Cuore, poi andato in rovina.